# Champ du Vert Chasseur
Le champ du Vert Chasseur (en néerlandais : Groenejagersveld) est une avenue bruxelloise de la commune d'Uccle.

## Situation et accès
La dénomination champ du Vert Chasseur recouvre trois artères : une avenue principale raccordant la chaussée de Waterloo à l'avenue du Vivier d'Oie et deux voies latérales reliant perpendiculairement la première au chemin des Oiseleurs.

## Bâtiments remarquables et lieux de mémoire

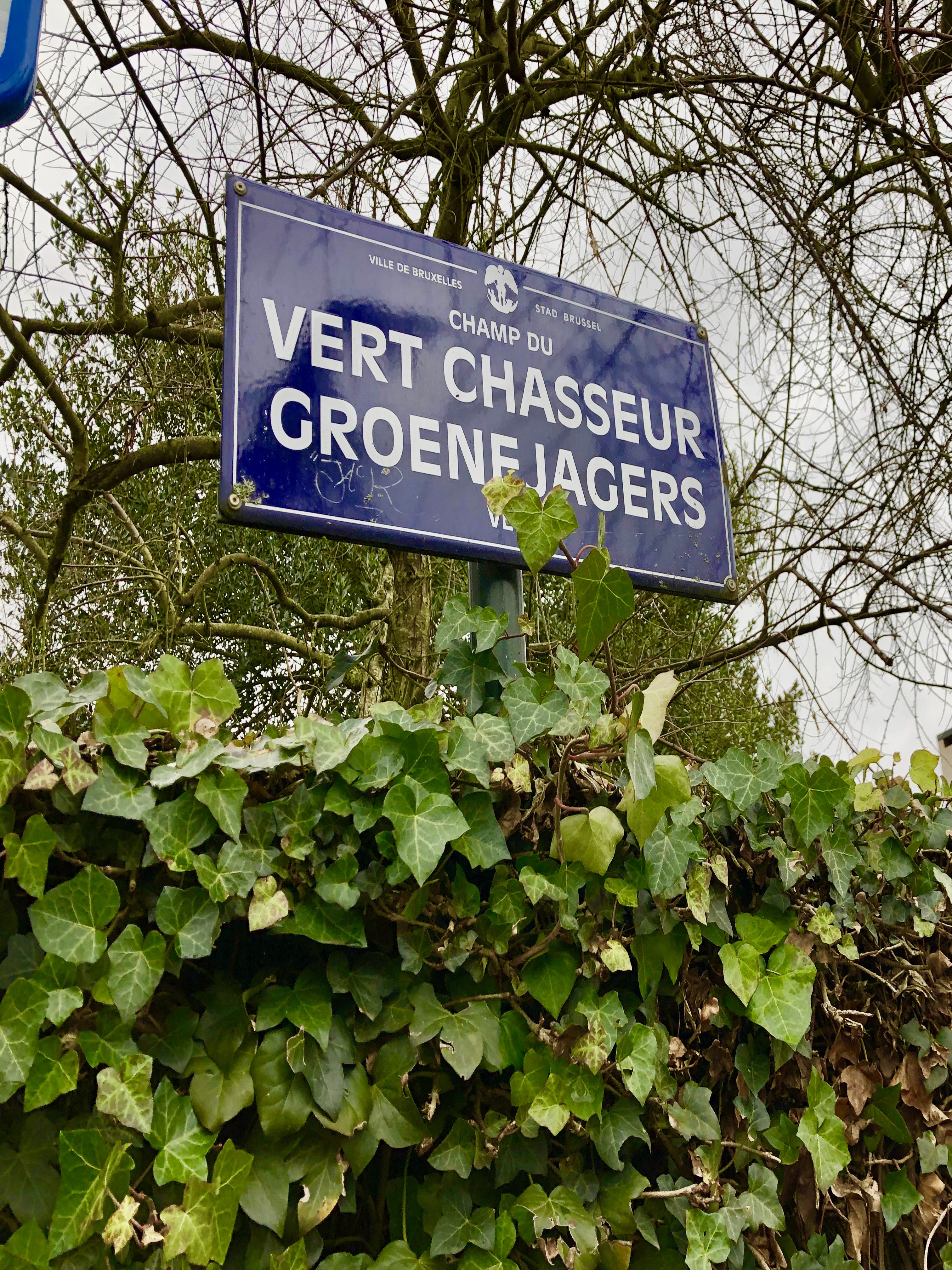
Plaque de rue
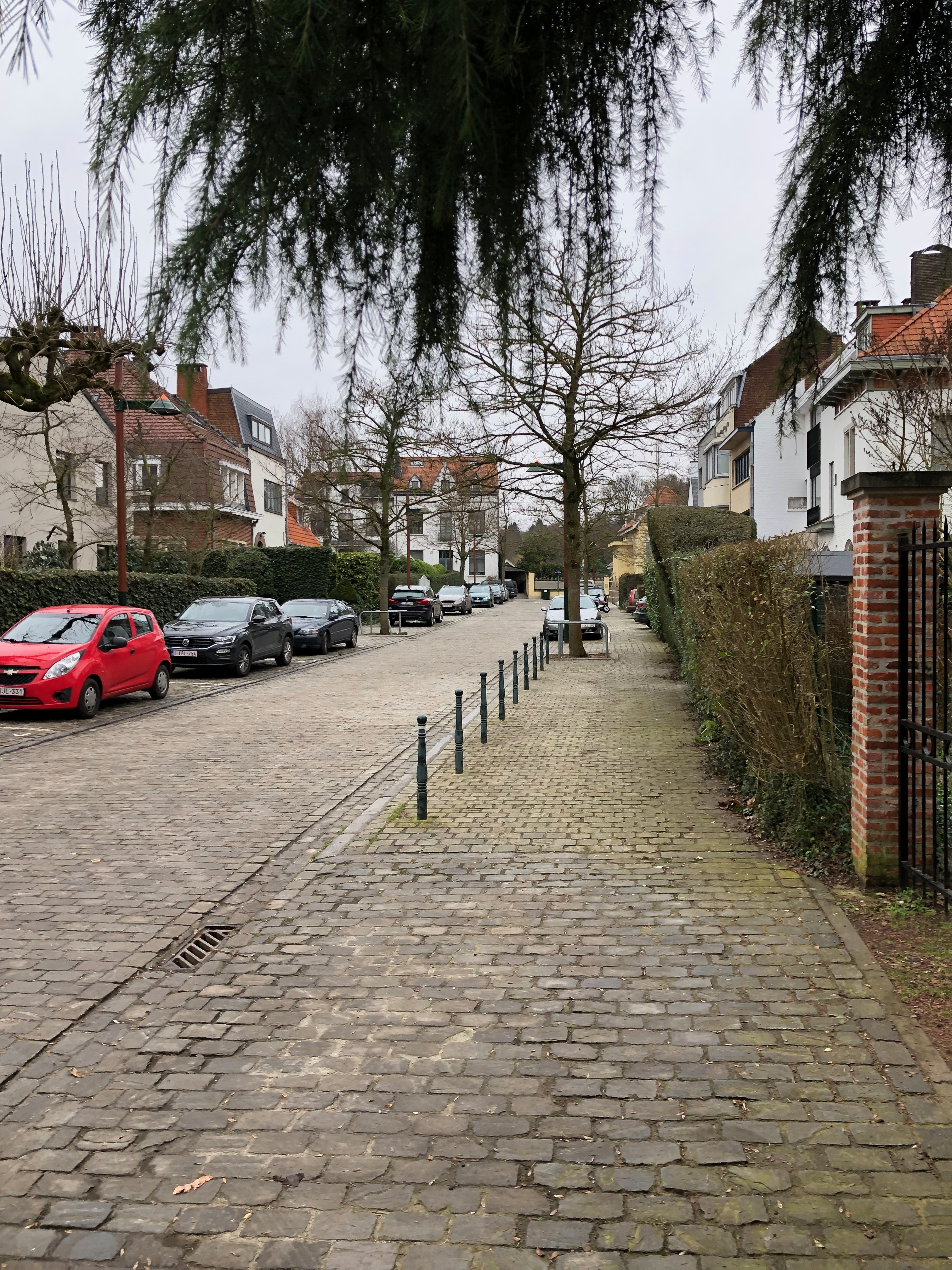
Une des deux voies latérales